# Portret Zofii Dzieduszyckiej
Portret Zofii Dzieduszyckiej, także Portret Juliuszowej Dzieduszyckiej – obraz polskiego malarza Henryka Rodakowskiego z 1874, znajdujący się w Galerii Sztuki Polskiej 1800–1945 Muzeum Śląskiego w Katowicach.
Malarz przedstawił na portrecie o wymiarach 112,3 × 80 cm żonę swojego przyjaciela Juliusza Dzieduszyckiego. Dzieduszycki był m.in. właścicielem stadniny koni w Jarczowcach. Muzeum Narodowe w Warszawie posiada wykonany ołówkiem szkic do obrazu. Zofia z Bobrów Dzieduszycka (1830–1904) ma zarzucony ciemny płaszcz obszyty futrem. Na szyi kilka naszyjników z pereł. Na głowie czarny welon. Do 1938 portret był własnością Marii Lubomirskiej. W 1939 Muzeum Śląskie zakupiło obraz wystawiony na sprzedaż w Domu Sztuki w Warszawie. Dzieło jest sygnowane na ⅓ wysokości: H. Rodakowski / 1874. Muzealny numer inwentarzowy: MŚK/SzM/462.
Zofia Dzieduszycka, przedstawiona na portrecie, była w 1844 roku adresatką wiersza W pamiętniku Zofii Bobrówny Juiliusza Słowackiego.